# Penumbra

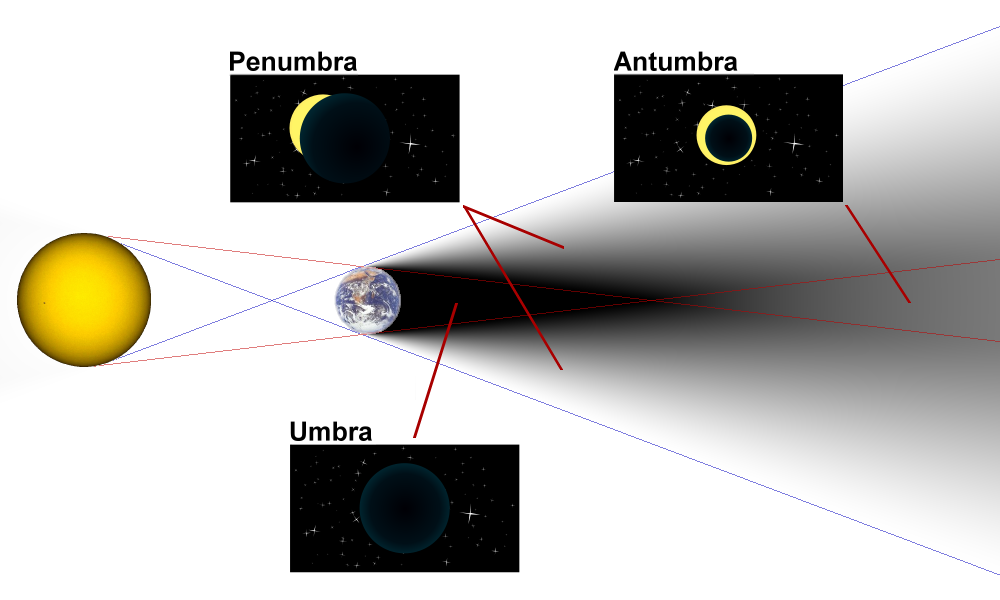
Diagrama exemplificando a umbra, a penumbra e a antumbra.

Penumbra (do Latim pænes, "quase", e umbra, "sombra total") é a região em que somente uma parte do corpo ocultante está obscurecendo a fonte de luz (as outras regiões de sombra são a umbra, de sombra total, e a antumbra, região de eclipse anular). Um observador na penumbra vê um eclipse parcial. Para que exista a penumbra, é necessário que tenhamos uma fonte luminosa extensa, ou seja, não puntiforme. Uma fonte de luz puntiforme não projeta penumbra, apenas algo denominado umbra. Na terminologia legal, a penumbra é uma área cinzenta, onde uma parte da legislação não tem significado claramente definido.

Em neurologia, uma penumbra isquêmica é um perímetro de transição que envolve a área central do cérebro onde um acidente vascular cerebral isquêmico ocorreu. As células na penumbra ainda são viáveis, mas metabolicamente letárgicas, resultando em não-funcionais de neurônios com potencial para ser recuperado. 

sombra e penumbra

## Geometria da sombra e os eclipses[5]

Diagrama de pontos de penumbra e umbra de uma sombra

A interação entre corpos extensos iluminados gera duas distintas áreas de sombra: a Umbra, uma região que permanece completamente sem a incidência de luz projetada pelo corpo iluminante; e a Penumbra, uma zona em que a sombra recebe parcialmente a luz projetada pelo outro corpo em alguns pontos. Para determinar as dimensões de uma sombra, é possível empregar um corpo com raio R como fonte de luz. Este corpo ilumina a uma distância d uma esfera opaca de raio R’. Nessa configuração, uma sombra com formato cônico se forma atrás da esfera opaca, sendo a altura desse cone o que podemos calcular: Fórmula: L = R′ d / R − R 
Sendo
- L  Comprimento da sombra, ou altura da sombra
- d Distância da fonte de luz para a esfera opaca
- R Raio da fonte de luz
- R’ Raio da esfera opaca

Usando essa expressão matemática podemos calcular o tamanho da sombra. Em um cone todos os pontos ao longo de sua extensão possui um formato de círculo então podemos utilizar da matemática para determinar o raio da sombra
Fórmula:  r(l) = R ′( (L − l)/ L)
Sendo
- r(l)  Raio da sombra a uma distância l da esfera opaca
- L Comprimento da sombra, ou altura da sombra
- R’ Raio da esfera opaca Com esta expressão podemos calcular o Raio da sombra em determinados pontos.

Diagrama onde mostra os pontos que veríamos um eclipse total ou parcial a partir da terra.

Podemos observar essa interação geométrica como um eclipse. Os eclipses são fenômenos que ocorrem quando duas esferas, seja a Terra e a lua ou a lua e o sol, se alinham em uma determinada configuração. O sol, uma imponente fonte de luz, ilumina o sistema. A Terra e a lua, por sua vez, são corpos opacos, capazes de projetar sombras.
No eclipse lunar, a Terra posiciona-se entre a lua e o sol, criando uma intrigante relação geométrica de sombra. A sombra da Terra é lançada na lua, podendo envolvê-la parcial ou completamente, dependendo da posição da lua em relação ao cone da sombra.
Por outro lado, o eclipse solar ocorre quando a lua se interpõe entre o sol e a Terra. A sombra da lua é projetada na Terra, e a lua pode ocultar o sol de forma total ou parcial. O que determina a visibilidade do eclipse é a localização do observador no planeta e a posição da lua durante o evento.
Estes eclipses dão origem a duas áreas distintas de sombra: a umbra, onde a luz é completamente bloqueada, proporcionando um espetáculo de eclipse total para o observador, e a penumbra, onde a luz é parcialmente bloqueada, resultando em um eclipse parcial para aqueles que a testemunham. Estas variações de sombra contribuem para a riqueza e complexidade desses fenômenos celestiais, despertando o interesse e a admiração de astrônomos e curiosos de todo o mundo.